# Диброва (Котелевский район)
Диброва (укр. Діброва) — село,
Козловщинский сельский совет,
Котелевский район,
Полтавская область,
Украина.
Код КОАТУУ — 5322281903. Население по переписи 2001 года составляло 47 человек.

## Географическое положение
Село Диброва примыкается к сёлам Зубы и Гонтари (Полтавский район), на расстоянии в 2 км находится сёла Касьяны и Терещенки.
Местность вокруг села заболочена, рядом проходит ирригационный канал.
К селу примыкает лесной массив урочище Коржевые Могилы.

## История
Село указано на трехверстовке Полтавской области. Военно-топографическая карта.1869 года как хутор Гусаренко